# Martha Rial
Martha Rial, née en 1962, est une photographe indépendante américaine basée à Pittsburgh en Pennsylvanie. Elle est lauréate du prix Pulitzer 1998 de la photographie d'actualité pour ses clichés de réfugiés rwandais et burundais.

## Biographie
Rial est native de la ville de Pittsburgh et plus spécialement du quartier de Murrysville en Pennsylvanie.
Elle est diplômée de l'Institut d'Art de Pittsburgh (en) et du l'université de l'Ohio, titulaire d'un baccalauréat universitaire en 1998.
Elle travaille en tant que photographe pour le Ft. Pierce Tribune, et le Journal Newspapers à Alexandria en Virginie. En 1994, elle intègre les équipes du Post-Gazette de Pittsburgh. Rial travaille aussi en tant que photojournaliste senior pour le St Petersburg Times (aujourd'hui Tampa Bay Times) de 2006 à 2009.
En 2005, elle expose une partie de ses œuvres au The Mattress Factory.

## Distinctions et récompenses
- 1998 : Prix Pulitzer du fait divers[5]
- 1998 : Prix du journalisme national de la fondation Scripps Howard [6]